# Енджел-Файр (Нью-Мексико)
Енджел-Файр (англ. Angel Fire) — селище (англ. village) в США, в окрузі Колфакс штату Нью-Мексико. Населення — 1192 особи (2020).

## Географія
Енджел-Файр розташований за координатами 36°22′57″ пн. ш. 105°14′11″ зх. д. / 36.38250° пн. ш. 105.23639° зх. д. (36.382459, -105.236309).  За даними Бюро перепису населення США в 2010 році селище мало площу 75,03 км², з яких 74,92 км² — суходіл та 0,11 км² — водойми.

## Демографія
Згідно з переписом 2010 року, у селищі мешкало 1216 осіб у 602 домогосподарствах у складі 379 родин. Густота населення становила 16 осіб/км².  Було 2417 помешкань (32/км²).
Расовий склад населення:
| - 87,7 % — білих - 0,9 % — корінних американців - 0,9 % — азіатів - 0,4 % — чорних або афроамериканців - 0,3 % — вихідців з тихоокеанських островів - 7,2 % — осіб інших рас |

До двох чи більше рас належало 2,5 %. Частка іспаномовних становила 17,4 % від усіх жителів.
За віковим діапазоном населення розподілялося таким чином: 15,5 % — особи молодші 18 років, 60,1 % — особи у віці 18—64 років, 24,4 % — особи у віці 65 років та старші. Медіана віку мешканця становила 53,3 року. На 100 осіб жіночої статі у селищі припадало 107,2 чоловіків;  на 100 жінок у віці від 18 років та старших — 105,2 чоловіків також старших 18 років.
Середній дохід на одне домашнє господарство  становив 68 072 долари США (медіана — 56 645), а середній дохід на одну сім'ю — 82 991 долар (медіана — 71 848). За межею бідності перебувало 7,4 % осіб, у тому числі 6,1 % дітей у віці до 18 років та 0,0 % осіб у віці 65 років та старших.
Цивільне працевлаштоване населення становило 494 особи. Основні галузі зайнятості: мистецтво, розваги та відпочинок — 33,2 %, науковці, спеціалісти, менеджери — 15,0 %, будівництво — 14,2 %.